# Leichtathletik-Weltmeisterschaften 2022/Teilnehmer (El Salvador)
| Goldmedaillen | Silbermedaillen | Bronzemedaillen |
| ------------- | --------------- | --------------- |
| —             | —               | —               |

Der Leichtathletikverband von El Salvador meldete einen Athleten für die Leichtathletik-Weltmeisterschaften 2022 in Eugene.

## Ergebnisse

### Männer

#### Laufdisziplinen
| Athlet              | Disziplin    | Vorlauf | Vorlauf | Halbfinale | Halbfinale | Finale | Finale |
| Athlet              | Disziplin    | Zeit    | Platz   | Zeit       | Platz      | Zeit   | Platz  |
| ------------------- | ------------ | ------- | ------- | ---------- | ---------- | ------ | ------ |
| Pablo Andres Ibañez | 400 m Hürden | 50,18 s | 25      | DNQ        | DNQ        | –      | –      |